# Oybin
Oybin è un comune di 1.549 abitanti della Sassonia, in Germania.
Appartiene al circondario (Landkreis) di Görlitz (targa GR) ed è parte della comunità amministrativa (Verwaltungsgemeinschaft) di Olbersdorf.
Sui rilievi vicini al villaggio sorgono le rovine di un'abbazia medievale costruita in stile gotico.